# Fabio Rabello
Fabio Rabello (São Paulo, 29 de junho de 1990) é um ator e cantor brasileiro mais conhecido por interpreter Félix em Julie e os Fantasmas.

## Biografia
Fabio Rabello nasceu em 29 de junho de 1990, na capital de São Paulo. Aos 5 anos de idade começou a ter aulas de piano, aos 12 começou a estudar bateria e teatro.

## Carreira
Após seu destaque em Julie e os Fantasmas, Rabello ficou conhecido na internet por reinterpretar músicas populares de Anitta, Wesley Safadão, Valesca Popozuda e Marcos e Belutti. No final de 2012 iniciou sua carreira como cantor sertanejo, com o clipe "Só quero com Você". No segundo semestre de 2016 assinou um contrato com a empresa norte americana "Take a Bow", em parceria com a Vevo. Neste mesmo período lançou mundialmente um álbum com um novo gênero musical composto por 11 faixas disponíveis em várias plataformas digitais. Também anunciou uma turnê internacional para 2017, começando em Los Angeles e Las Vegas.

## Filmografia
- 2011-2012 Julie e os Fantasmas .... Félix
- 2017 Central da Alegria .... Manolo

## Discografia
- 2016 "Rabello X"
- 2017 "Sou Plena"